# Liste der Bodendenkmäler in Ederheim
Auf dieser Seite sind die Bodendenkmäler in der schwäbischen Gemeinde Ederheim zusammengestellt. Diese Tabelle ist eine Teilliste der Liste der Bodendenkmäler in Bayern. Grundlage ist die Bayerische Denkmalliste, die auf Basis des Bayerischen Denkmalschutzgesetzes vom 1. Oktober 1973 erstmals erstellt wurde und seither durch das Bayerische Landesamt für Denkmalpflege geführt wird. Die folgenden Angaben ersetzen nicht die rechtsverbindliche Auskunft der Denkmalschutzbehörde.

## Bodendenkmäler in Ederheim
| Lage       | Objekt | Akten-Nr.     | Bild |
| ---------- | --- | ------------- | ---- |
| (Standort) | Siedlung des Mittelneolithikums, der Altheimer Kultur, der Bronze- und der Hallstattzeit; Grabhügel der Hallstattzeit, Reihengräber des Frühmittelalters.                       | D-7-7029-0046 |      |
| (Standort) | Villa rustica der römischen Kaiserzeit. | D-7-7128-0100 |      |
| (Standort) | Mittelalterlicher Burgstall. | D-7-7128-0101 |      |
| (Standort) | Körpergräber des frühen Mittelalters und Siedlung vorgeschichtlicher Zeitstellung.                                                                                              | D-7-7128-0102 |      |
| (Standort) | Höhle mit Siedlungsfunden des Neolithikums, der Hallstattzeit und der römischen Kaiserzeit.                                                                                     | D-7-7128-0105 |      |
| (Standort) | Verschanzung aus dem Dreißigjährigen Krieg. | D-7-7128-0107 |      |
| (Standort) | Grabhügel vorgeschichtlicher Zeitstellung. | D-7-7128-0124 |      |
| (Standort) | Körpergräber vor- und frühgeschichtlicher Zeitstellung. | D-7-7128-0130 |      |
| (Standort) | Körpergräber vor- und frühgeschichtlicher Zeitstellung. | D-7-7128-0132 |      |
| (Standort) | Grabhügel vorgeschichtlicher Zeitstellung. | D-7-7128-0153 |      |
| (Standort) | Siedlung vorgeschichtlicher Zeitstellung. | D-7-7128-0154 |      |
| (Standort) | Siedlung vorgeschichtlicher Zeitstellung. | D-7-7128-0155 |      |
| (Standort) | Siedlung der jüngeren Latènezeit, Körpergräber vor- und frühgeschichtlicher Zeitstellung.                                                                                       | D-7-7128-0156 |      |
| (Standort) | Siedlung vorgeschichtlicher Zeitstellung. | D-7-7128-0157 |      |
| (Standort) | Körpergräber der frühen Neuzeit. | D-7-7128-0158 |      |
| (Standort) | Töpferei der römischen Kaiserzeit. | D-7-7128-0168 |      |
| (Standort) | Mittelalterliche und frühneuzeitliche Befunde im Bereich der evangelisch-lutherischen Pfarrkirche St. Oswald in Ederheim und ihrer Vorgängerbauten.                             | D-7-7128-0169 |      |
| (Standort) | Archäologische Befunde im Bereich der abgebrochenen frühneuzeitlichen Synagoge in Ederheim.                                                                                     | D-7-7128-0225 |      |
| (Standort) | Mittelalterliche und frühneuzeitliche Befunde im Bereich des abgebrochenen Oberen Schlosses von Ederheim.                                                                       | D-7-7128-0227 |      |
| (Standort) | Höhle mit Funden des Paläolithikums und Neolithikums, der Bronze-, Urnenfelder-, Spätlatène- und römischen Kaiserzeit sowie des Mittelalters.                                   | D-7-7228-0001 |      |
| (Standort) | Felsdach mit Funden des Neolithikums. | D-7-7228-0003 |      |
| (Standort) | Grabhügel der Hallstattzeit. | D-7-7228-0004 |      |
| (Standort) | Grabhügel der Hallstattzeit. | D-7-7228-0005 |      |
| (Standort) | Grabhügel vorgeschichtlicher Zeitstellung. | D-7-7228-0006 |      |
| (Standort) | Grabhügel vorgeschichtlicher Zeitstellung. | D-7-7228-0007 |      |
| (Standort) | Grabhügel der Bronzezeit mit Nachbestattungen der Latènezeit, Siedlung des Neolithikums und der Bronzezeit.                                                                     | D-7-7228-0008 |      |
| (Standort) | Grabhügel vorgeschichtlicher Zeitstellung und Siedlung der Bronze- und Hallstattzeit.                                                                                           | D-7-7228-0009 |      |
| (Standort) | Grabhügel vorgeschichtlicher Zeitstellung. | D-7-7228-0011 |      |
| (Standort) | Abschnittsbefestigung des frühen Mittelalters. | D-7-7228-0012 |      |
| (Standort) | Grabhügel vorgeschichtlicher Zeitstellung. | D-7-7228-0013 |      |
| (Standort) | Mittelalterliche und frühneuzeitliche Befunde im Bereich der Burgruine Niederhaus.                                                                                              | D-7-7228-0014 |      |
| (Standort) | Burgstall des Mittelalters. | D-7-7228-0017 |      |
| (Standort) | Befestigung des Mittelalters. | D-7-7228-0018 |      |
| (Standort) | Höhle mit Funden der Hallstatt- und Latènezeit. | D-7-7228-0020 |      |
| (Standort) | Höhle mit Funden der Latènezeit. | D-7-7228-0021 |      |
| (Standort) | Grabhügel vorgeschichtlicher Zeitstellung. | D-7-7228-0022 |      |
| (Standort) | Abschnittsbefestigung, Siedlung und Brandopferplatz der Urnenfelderzeit und der Frühlatènezeit; Befestigung des frühen Mittelalters; Grabhügel vorgeschichtlicher Zeitstellung. | D-7-7228-0023 |      |
| (Standort) | Grabhügel vorgeschichtlicher Zeitstellung. | D-7-7228-0025 |      |
| (Standort) | Grabhügel vorgeschichtlicher Zeitstellung. | D-7-7228-0026 |      |
| (Standort) | Körpergräber vor- und frühgeschichtlicher oder mittelalterlicher Zeitstellung.                                                                                                  | D-7-7228-0077 |      |
| (Standort) | Siedlung vorgeschichtlicher Zeitstellung. | D-7-7228-0081 |      |
| (Standort) | Mittelalterliche und frühneuzeitliche Befunde im Bereich des ehemaligen Kartäuserklosters Christgarten.                                                                         | D-7-7228-0086 |      |
| (Standort) | Mittelalterliche und frühneuzeitliche Befunde im Bereich der evangelisch-lutherischen Pfarrkirche St. Veit in Hürnheim und ihrer Vorgängerbauten.                               | D-7-7228-0093 |      |